# La Campa
La Campa (uit het Spaans: "Het kampement") is een gemeente (gemeentecode 1308) in het departement Lempira in Honduras.

## Ligging
La Campa ligt op 16 km van Gracias. De weg loopt langs het zuidoosten van het Nationaal park Celaque. Het dorp ligt op de helling van een heuvel, nabij een rotsmassief dat bedekt is met pijnbomen. Hierdoor is het klimaat erg koel.
Door de gemeente lopen de rivieren La Campa, Consui en Olominas. Verder zijn er veel kleine waterstromen die in het nationaal park ontspringen.

## Beschrijving
Het dorp heette eerst Tecauxina (uit het Nahuatl: "Water van het suikerriet"). Het lag eerst op een vlakte tussen de bergen Cincinera en Santo Tomás. Later werd het om religieuze redenen verplaatst. De naam La Campa komt van mijnwerkers die in het veld hun kamp opsloegen als de regen kwam.
In de gemeente worden vooral groenten geteeld. Verder verbouwt men maïs en bonen, en houdt men vee. Het meeste hiervan is voor de eigen consumptie, een klein deel wordt in Gracias verkocht.
Het dorp heeft sinds een aantal jaren elektriciteit. Er is geen vaste telefoon, maar men kan er signaal voor mobiele telefoon ontvangen. Er is een klein hotel.

## Patroonfeest
In februari wordt het patroonfeest gevierd ter ere van Sint-Mattias. Op 23 februari 's avonds komt er in de kerk een man met een houten masker binnen. Hij draagt een leren zweep en een stok met daarop een Mexicaanse zwarte leguaan. Terwijl de mensen naar hem joelen, zwaait hij met zijn zweep. Jongeren gooien plastic flessen naar hem en proberen hem aan te raken. Volgens de overlevering is deze gewoonte ontstaan toen een jager een leguaan doodde, aan een stok bond en naar het dorp bracht. Onderweg veranderde het lichaam van het dier in een heiligenbeeld.

## Bevolking
De bevolking is als volgt verdeeld:
| Vrouwen | 3502 | 48,8% |
| Mannen  | 3670 | 51,2% |

## Dorpen
De gemeente bestaat uit vijf dorpen (aldea), waarvan het grootste qua inwoneraantal: El Mezcalillo (code 130804).

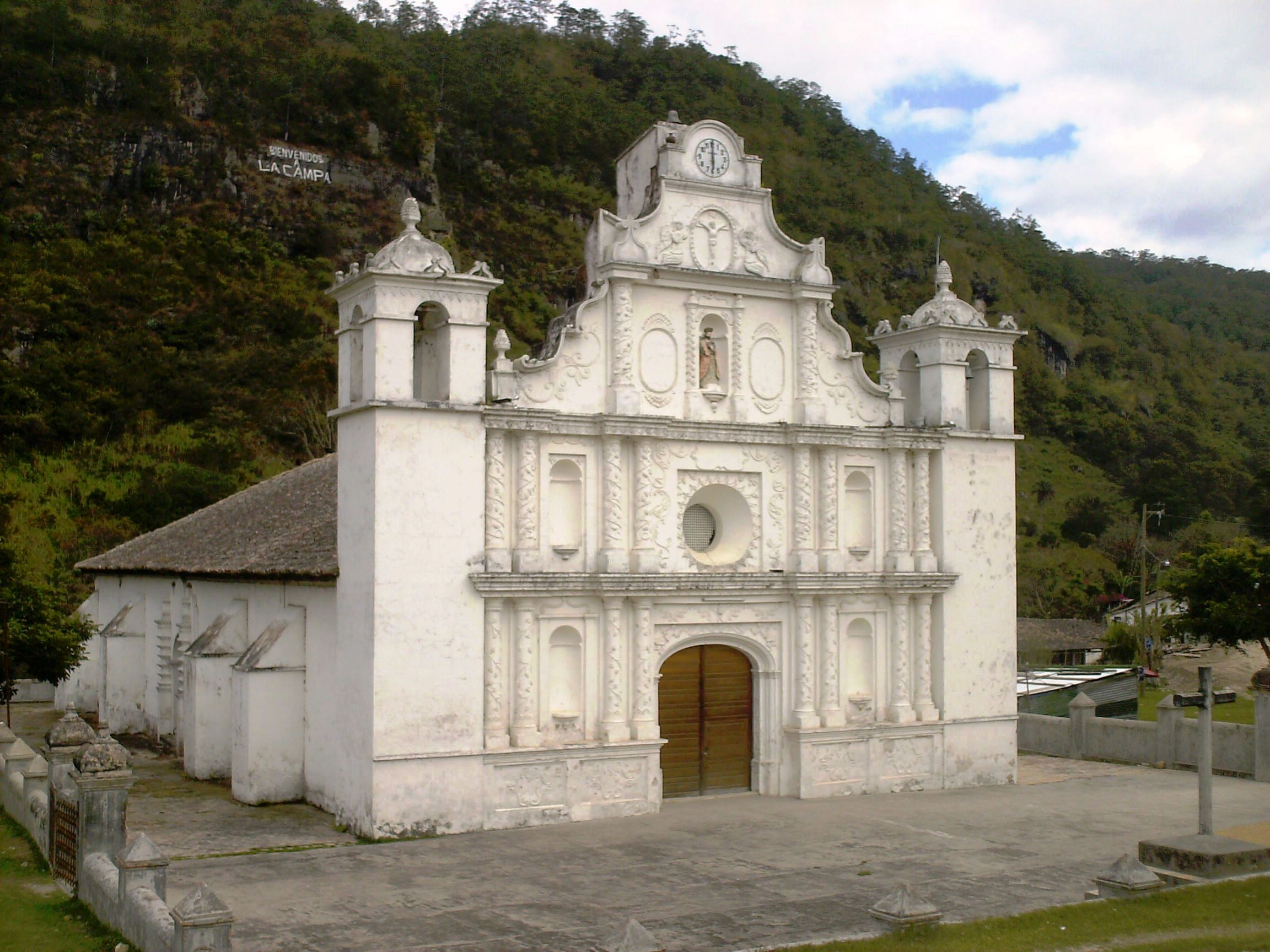
Koloniale kerk van La Campa
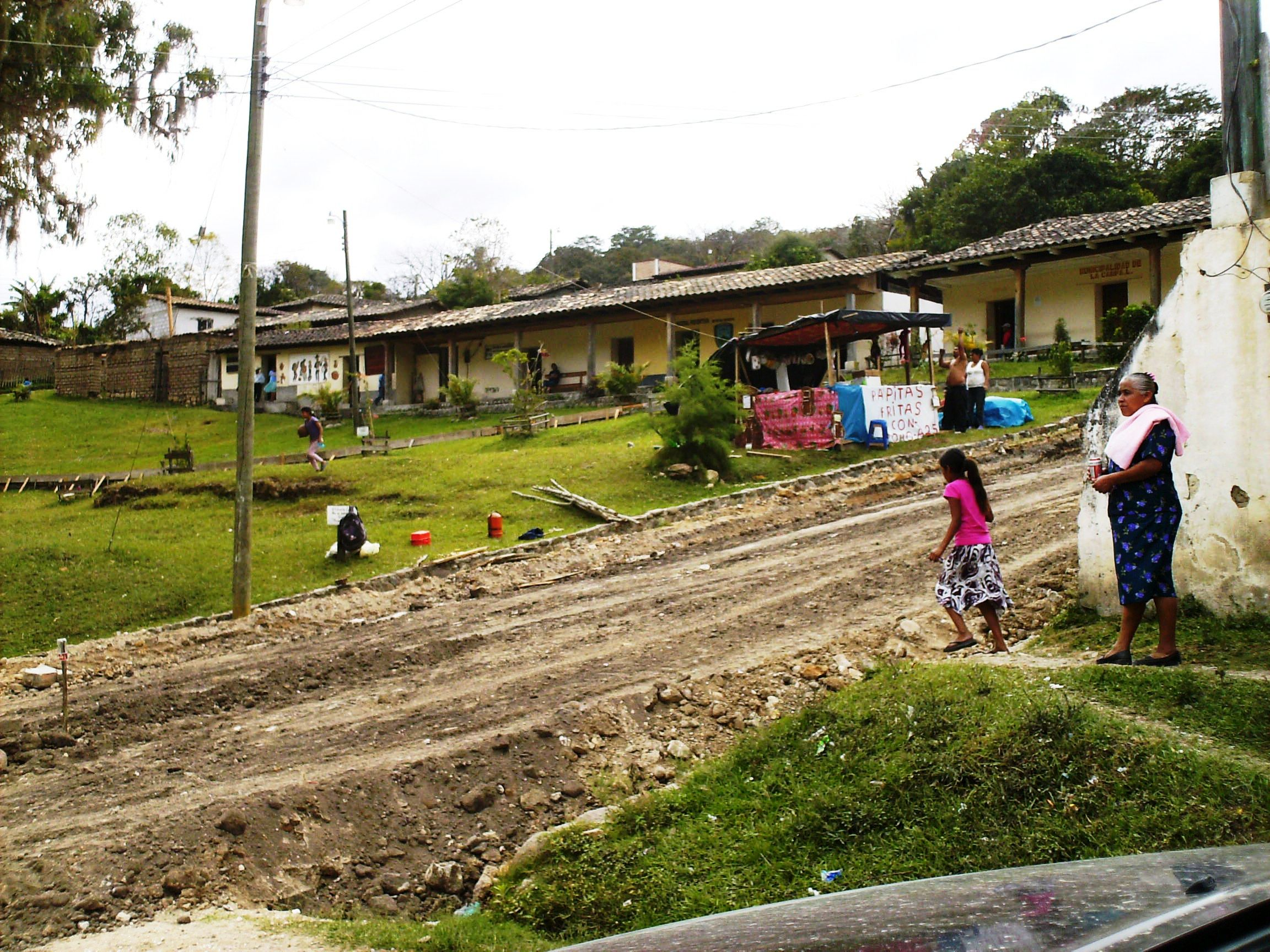
Toegang tot La Campa